# إيك فيفا… إيسا بهي
إيك فيفا… إي سا بهي (بالإنجليزيَّة: Ek Vivaah... Aisa Bhi) هو فيلم هندي رومانسي درامي لعام 2008.
الفيلم من إخراج كوشيك غهاتك وبطولة سونو سود وإيشا كوبيكار أصدر الفيلم في كل أنحاء الهند 7 نوفمبر 2008.

## القصَّة
إيك فيفا… إي سا بهي، تنحدر تشاندني (إيشا كوبيكار)، من عائلة متوسطة تعيش في بوبال وبريم (سونو سود)، مطرب غزل غير تقليدي وينحدر من عائلة متوسطة أحوالها جيِّدة.
هذه هي القصَّة، تلتقي تشاندني وبريم في مسابقة للتدرب على الغناء ويقعون في الحب. في يوم خطوبتهما، توفي والدها فأصبحت مسؤوليَّة أخوها وأختها الصغرى عليها.
في البداية كان قرارها أن تترك المنزل وتكون رعاية أخوتها على عمِّها وعمَّتها - لكن عندما علمت أنَّ عمها وعمتها غير أمينين ويريدون فقط الإستيلاء على المنزل كان قرارها أن تبقى مع إخوتها، والاهتمام بهم.
أعطاها بريم وعد أنه سينتظرها وأنَّه سيساعدها في كل مشاكلها - وفي نفس الوقت أصبح بريم مغني غزل مشهور وبارز.
بعد أن كبر أخوة تشاندني - بدأت مشاكل كبيرة تظهر مثل أن زوجة أخ تشاندني "ناتاشا" تجاهلت الروابط العائليَّة وطلبت من زوجها أن تعيش حياة منفصلة.
في النِّهاية، بعد فترة طويلة من الإنتظار: تزوج بريم تشاندني في زفاف أختها الصُّغرى وسط أجواء الضَّجة والحفل.

## الممثِّلين
- سونو سود بدور بريم أجميرا
- إيشا كوبيكار بدور تشاندني شريفاستافا أجميرا
- أناند أبهيانكار بدور عم تشاندني
- أمريتا براكاش بدور ساندهيا ب. شريفاستافا
- فيشال مالهوترا بدور أنوج ب. شريفاستافا
- ألوك ناث بدور بوشان شريفاستافا
- سميتا جايكار بدور السَّيدة أجميرا (والدة بريم)
- شافي ميتال بدور ناتاشا أ. أشريفاستافا

## التَّعليقات
على الرُّغم من أنَّ بعض الناس وجدوا أن قصَّته فريدة من نوعها، إلا أنَّ الفيلم نسخة جديدة عن فيلم تاباسيا لِ راجشري للإنتاج، من بطولة راخي جولزار، وباريكشيت ساهني عام 1976.

## التَّسجيل الصوتي
كان رافيندرا جاين المدير الموسيقي والشَّاعر الذي أدَّى الألبوم.

## روابط خارجيّة
- الموقع الرّسمي